# Sowjetarmee-Pokal 1980/81
Der Sowjetarmee-Pokal 1980/81 war die 41. Austragung des Pokalwettbewerbs im Fußball in Bulgarien. Pokalsieger wurde AFD Trakia Plowdiw. Das Team setzte sich im Finale gegen DFS Pirin Blagoewgrad durch. Durch den Sieg qualifizierte sich Trakia für den Europapokal der Pokalsieger 1981/82.

## Modus
Alle Begegnungen wurden in einem Spiel ausgetragen. Bei unentschiedenem Ausgang gab es eine Verlängerung von zweimal 15 Minuten und gegebenenfalls ein Elfmeterschießen.

## Teilnehmer
| A Grupa (15) | B Grupa (44) | B Grupa (44) | W Grupa (5)                                                                                      |
| --- | --- | --- | ------------------------------------------------------------------------------------------------ |
| - Akademik Sofia - Belasiza Petritsch - DFS Beroe Stara Sagora - FC Botew Wraza - Lewski-Spartak Sofia - Lokomotive Sofia - DFS Marek Stanke Dimitrow - Minjor Pernik - DFS Pirin Blagoewgrad - ZSK Slawia Sofia - DFS Sliwen (gesperrt) - DFS Spartak Plewen - AFD Trakia Plowdiw - FC Tschernomorez Burgas - Tscherno More Warna - ZSKA Septemwrijsko sname Sofia | 000Gruppe Nord - SFD Akademik Swischtow - FC Bdin Widin - Ludogorska Slawa Isperich - Chemus Trojan - Dobrudscha Tolbuchin - Dorostol Silistra - FC Dunaw Russe - Etar Weliko Tarnowo - Jantra Gabrowo - Kaliakra Kawarna - Lok Gorna Orjachowiza - Lokomotive Mesdra - Ludogorez Rasgrad - DFS Osam Lowetsch - FK Schumen - Radezky Kosloduj - Septemwrijska Slawa Michailowgrad - ZSK Spartak Warna - Swetkawiza Targowischte - Tschernolomez Popowo - Tscherweno sname Pawlikeni - Tschumerna Elena | 000Gruppe Süd - Assenowez Assenowgrad - FK Eledschik Ichtiman - DFS Chaskowo - FC Dimitrowgrad - Gorubso Madan - FC Hebar Pasardschik - Jaworow Tschirpan - Lokomotive Burgas - DFS Lokomotive Plowdiw - Mariza-Istok Radnewo - Mariza Plowdiw - Minjor Buchowo - Minjor Rudosem - FC Metalurg Pernik - Rodopa Smoljan - Rosowa Dolina Kasanlak - FK Sliwnischki Geroj Sliwniza - FK Tschepinez Welingrad - Slantschew brjag Nessebar - Tundscha Jambol - Welbaschd Kjustendil - Wichren Sandanski | - Balkan Belogradtschik - Autostroitel Schumen - FK Dewnja - Lewski Ljaskowez - Lokomotive Russe |

## 1. Runde
| Datum      |                                | Ergebnis              |                                   |
| ---------- | ------------------------------ | --------------------- | --------------------------------- |
| 19.11.1980 | Ludogorez Rasgrad              | 4:1                   | Tschumerna Elena                  |
| 19.11.1980 | DFS Marek Stanke Dimitrow      | 2:0                   | Kaliakra Kawarna                  |
| 19.11.1980 | Mariza Plowdiw                 | 2:0                   | FK Sliwnischki Geroj Sliwniza     |
| 19.11.1980 | DFS Lokomotive Plowdiw         | 4:0                   | Lokomotive Russe                  |
| 19.11.1980 | FK Dewnja                      | 1:0                   | Wichren Sandanski                 |
| 19.11.1980 | Dobrudscha Tolbuchin           | 1:3 n. V.             | Chemus Trojan                     |
| 19.11.1980 | Mariza-Istok Radnewo           | 1:1 n. V. (5:3 i. E.) | Minjor Pernik                     |
| 19.11.1980 | ZSKA Septemwrijsko sname Sofia | 8:0                   | Radezky Kosloduj                  |
| 19.11.1980 | Belasiza Petritsch             | 4:0                   | Autostroitel Schumen              |
| 19.11.1980 | Tscherno More Warna            | 4:1                   | Gorubso Madan                     |
| 19.11.1980 | DFS Beroe Stara Sagora         | 5:0                   | DFS Spartak Plewen                |
| 19.11.1980 | Dorostol Silistra              | 0:1                   | AFD Trakia Plowdiw                |
| 19.11.1980 | Jantra Gabrowo                 | 3:0                   | Jaworow Tschirpan                 |
| 19.11.1980 | Lok Gorna Orjachowiza          | 3:4 n. V.             | Welbaschd Kjustendil              |
| 19.11.1980 | ZSK Spartak Warna              | 3:0                   | Rodopa Smoljan                    |
| 19.11.1980 | Akademik Sofia                 | 4:0                   | FC Botew Wraza                    |
| 19.11.1980 | Swetkawiza Targowischte        | 0:3                   | Lewski-Spartak Sofia              |
| 19.11.1980 | DFS Chaskowo                   | 3:0                   | Lewski Ljaskowez                  |
| 19.11.1980 | DFS Osam Lowetsch              | 2:0                   | Balkan Belogradtschik             |
| 19.11.1980 | Lokomotive Mesdra              | 3:4                   | Etar Weliko Tarnowo               |
| 19.11.1980 | Lokomotive Burgas              | 1:0                   | FC Hebar Pasardschik              |
| 19.11.1980 | Minjor Rudosem                 | 3:1                   | FC Bdin Widin                     |
| 19.11.1980 | Minjor Buchowo                 | 2:0                   | FK Eledschik Ichtiman             |
| 19.11.1980 | Assenowez Assenowgrad          | 1:0 n. V.             | FK Tschepinez Welingrad           |
| 19.11.1980 | Tscherweno sname Pawlikeni     | 2:0                   | Septemwrijska Slawa Michailowgrad |
| 19.11.1980 | SFD Akademik Swischtow         | 3:1                   | Slantschew brjag Nessebar         |
| 19.11.1980 | FC Dimitrowgrad                | 1:0                   | FK Schumen                        |
| 19.11.1980 | Tschernolomez Popowo           | 2:1                   | Ludogorska Slawa Isperich         |
| 19.11.1980 | Lokomotive Sofia               | 3:1                   | Rosowa Dolina Kasanlak            |
| 19.11.1980 | DFS Pirin Blagoewgrad          | 3:0                   | FC Dunaw Russe                    |
| 19.11.1980 | ZSK Slawia Sofia               | 2:1                   | Tundscha Jambol                   |
| 19.11.1980 | FC Metalurg Pernik             | 3:2                   | FC Tschernomorez Burgas           |

## 2. Runde
| Datum      |                            | Ergebnis              |                                |
| ---------- | -------------------------- | --------------------- | ------------------------------ |
| 10.12.1980 | Jantra Gabrowo             | 2:1                   | DFS Chaskowo                   |
| 11.12.1980 | DFS Beroe Stara Sagora     | 2:0                   | Welbaschd Kjustendil           |
| 11.12.1980 | Minjor Buchowo             | 2:1                   | DFS Lokomotive Plowdiw         |
| 11.12.1980 | FC Metalurg Pernik         | 1:3                   | DFS Pirin Blagoewgrad          |
| 11.12.1980 | Assenowez Assenowgrad      | 1:0                   | Etar Weliko Tarnowo            |
| 11.12.1980 | ZSK Spartak Warna          | 2:0                   | Lokomotive Sofia               |
| 11.12.1980 | Ludogorez Rasgrad          | 1:2 n. V.             | Tscherno More Warna            |
| 11.12.1980 | DFS Marek Stanke Dimitrow  | 1:0                   | FK Dewnja                      |
| 11.12.1980 | Mariza-Istok Radnewo       | 1:2                   | Chemus Trojan                  |
| 11.12.1980 | Belasiza Petritsch         | 2:2 n. V. (4:3 i. E.) | ZSK Slawia Sofia               |
| 11.12.1980 | Tscherweno sname Pawlikeni | 3:0                   | DFS Osam Lowetsch              |
| 11.12.1980 | Tschernolomez Popowo       | 1:1 n. V. (2:4 i. E.) | Mariza Plowdiw                 |
| 11.12.1980 | Akademik Sofia             | 2:4 n. V.             | Lewski-Spartak Sofia           |
| 11.12.1980 | Minjor Rudosem             | 1:5                   | ZSKA Septemwrijsko sname Sofia |
| 11.12.1980 | AFD Trakia Plowdiw         | 2:0                   | SFD Akademik Swischtow         |
| 25.12.1980 | Lokomotive Burgas          | 0:0 n. V. (5:4 i. E.) | FC Dimitrowgrad                |

## Achtelfinale

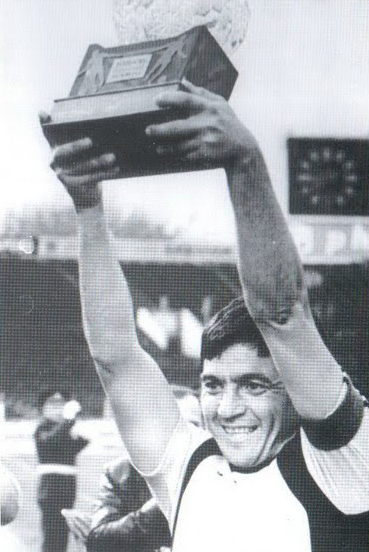
Trakia’s Kapitän Sechtinski mit dem Pokal

| Datum      |                            | Ergebnis  |                                |
| ---------- | -------------------------- | --------- | ------------------------------ |
| 15.02.1981 | ZSK Spartak Warna          | 2:1       | ZSKA Septemwrijsko sname Sofia |
| 04.03.1981 | Minjor Buchowo             | 2:0       | Lewski-Spartak Sofia           |
| 04.03.1981 | Lokomotive Burgas          | 0:2 n. V. | AFD Trakia Plowdiw             |
| 04.03.1981 | DFS Pirin Blagoewgrad      | 4:0       | DFS Beroe Stara Sagora         |
| 04.03.1981 | Belasiza Petritsch         | 1:0       | Chemus Trojan                  |
| 04.03.1981 | Assenowez Assenowgrad      | 3:0       | Mariza Plowdiw                 |
| 04.03.1981 | Tscherweno sname Pawlikeni | 0:1       | Jantra Gabrowo                 |
| 04.03.1981 | DFS Marek Stanke Dimitrow  | 1:0       | Tscherno More Warna            |

## Viertelfinale
| Datum      |                           | Ergebnis              |                       |
| ---------- | ------------------------- | --------------------- | --------------------- |
| 11.03.1981 | AFD Trakia Plowdiw        | 4:1                   | Minjor Buchowo        |
| 18.03.1981 | DFS Marek Stanke Dimitrow | 1:1 n. V. (3:5 i. E.) | DFS Pirin Blagoewgrad |
| 18.03.1981 | ZSK Spartak Warna         | 1:0                   | Jantra Gabrowo        |
| 18.03.1981 | Assenowez Assenowgrad     | 0:0 n. V. (3:4 i. E.) | Belasiza Petritsch    |

## Halbfinale
| Datum      |                       | Ergebnis |                    |
| ---------- | --------------------- | -------- | ------------------ |
| 22.04.1981 | DFS Pirin Blagoewgrad | 2:0      | ZSK Spartak Warna  |
| 22.04.1981 | AFD Trakia Plowdiw    | 6:0      | Belasiza Petritsch |

## Finale
| Paarung               | AFD Trakia Plowdiw – DFS Pirin Blagoewgrad |
| Ergebnis              | 1:0 (1:0) |
| Datum                 | 5. Mai 1981 |
| Stadion               | Wassil-Lewski-Stadion, Sofia |
| Zuschauer             | 20.000 |
| Schiedsrichter        | Jordan Scheschow |
| Tore                  | 1:0 Mitko Argirow (43.) |
| AFD Trakia Plowdiw    | Dimitar Witschew – Rumen Jurukow, Atanas Marinow, Blagoj Blangew, Slawtscho Chorosow – Kosta Tanew, Krassimir Manolow, Petar Sechtinski – Kostadin Kostadinow, Georgi Slawkow, Mitko Argirow (89. Trifon Pantschew) Cheftrainer: Dinko Dermendschiew |
| DFS Pirin Blagoewgrad | Christo Christow – Metodi Andreew, Krassimir Besinski, Dimitar Tassew, Jordan Samokowlijski (61. Rumen Stojtschew) – Jordan Murlew, Metodi Stojanow, Cristo Dentschew – Kostadin Kabranow, Iwan Petrow, Wassil Popow Cheftrainer: Sergi Jozow        |